# 早川徳次 (東京地下鉄道)
早川 徳次（はやかわ のりつぐ、1881年〈明治14年〉10月15日 - 1942年〈昭和17年〉11月29日）は、戦前日本の実業家。東京地下鉄道（後、帝都高速度交通営団→東京地下鉄）の創立者で、日本に地下鉄を紹介・導入したことから、「（日本の）地下鉄の父」と呼ばれる。

## 略歴

### 出生から上京・鉄道経営への参加
山梨県東八代郡御代咲村（現在の笛吹市一宮町東新居）に生まれる。父の常富は御代咲村長を務めた人物で三女四男をもうけ、徳次はその末子である。母「ゑひ（栄）」は徳次出生の翌年に死去している。長兄の富平は山梨県会議員を務めた人物で、笛吹川廃河川を開拓したことで知られる小松導平も兄にあたる。
旧制甲府中学（現在の山梨県立甲府第一高等学校）を経て第六高等学校（現在の岡山大学）に入学するも、2年の時に病気になり中退を余儀なくされた。その後、上京して早稲田大学に入学する。父や兄と同じように政治家を志し、在学中に後藤新平の書生となった。
1908年（明治41年）に早稲田大学を卒業すると、後藤が総裁を務める南満洲鉄道（満鉄）に入社した。後藤が逓信大臣と鉄道院総裁に就任すると満鉄を辞職し、鉄道院に入局する。早川は妻の叔父である望月小太郎から東武鉄道の二代目社長にもなった同郷の根津嘉一郎を紹介される。
早川が鉄道と本格的に関わるようになるのは郷里の先輩である根津に見出されてからである。根津が株を取得していた佐野鉄道（現在の東武佐野線）は苦しい経営状態が続いていたが、1911年（明治44年）に根津から見込まれ、依頼されて同社に赴任した早川は見事にその経営再建に成功した。続いて1912年（明治45年）に、沿線開発が進まず予想より輸送量が低迷したことや、高コスト体質が元で赤字経営が続いていた高野登山鉄道（現在の南海高野線）も根津から任せられると、早川はこの会社も2年半ほどで立て直し、期待に応えた。これらによって根津の右腕となり辣腕を振るった。

### 地下鉄建設と開業

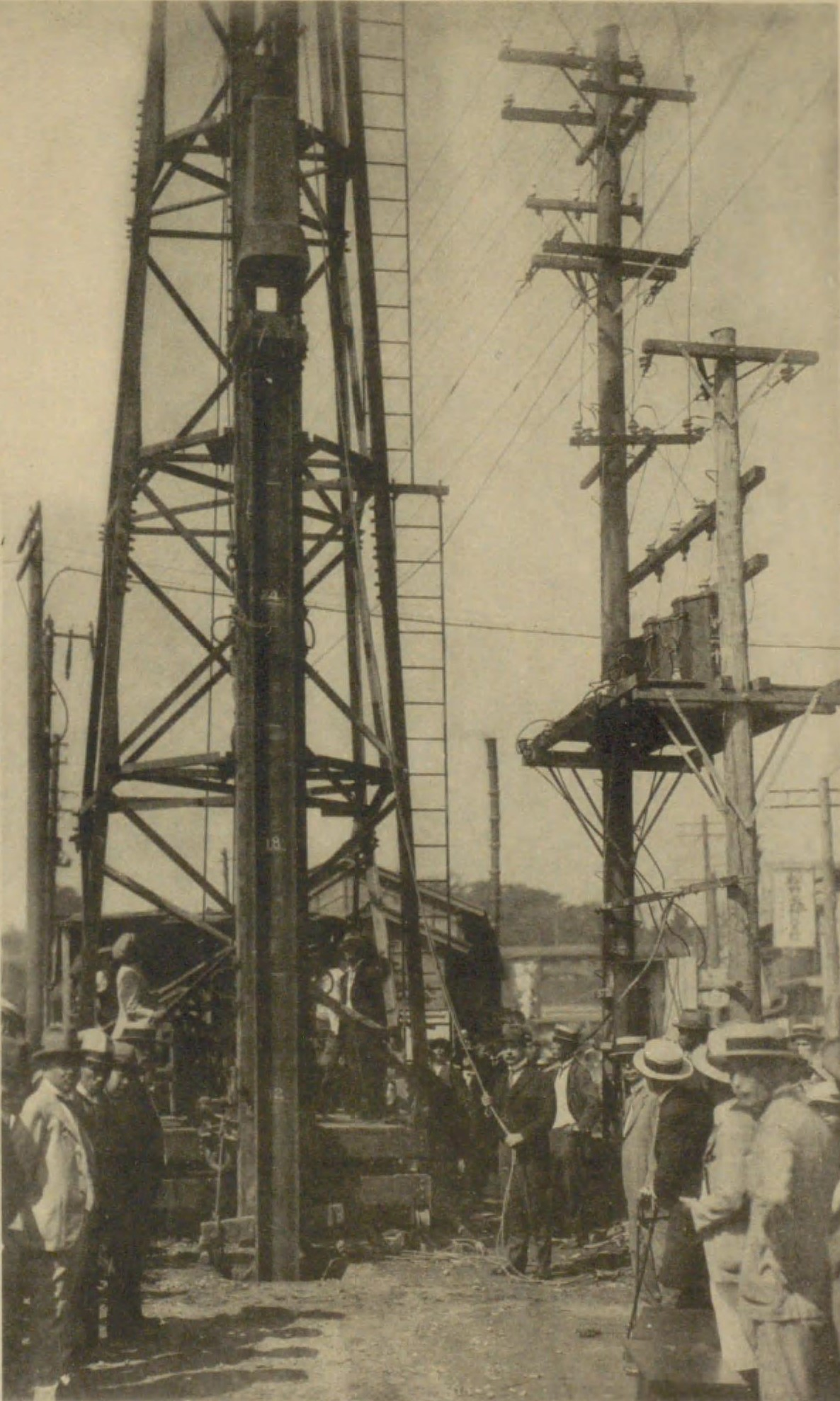
1925年9月27日の東京地下鉄道上野浅草間の起工式。地面に打ち込む杭の綱を握る人物が早川。

早川は1914年（大正3年）に国際事情視察の為、欧州を訪問し、イギリスのロンドンにおいて地下鉄が発達しているのを目の当たりにし、また同国のグラスゴーではゆとりを持った乗車（乗車できるのは座席数に加えて4人まで）が実際に行われているのに衝撃を受け、これからは東京にも地下鉄が必要だと考えるようになる。
初めは公共交通として鉄道省や自治体に建設を働きかけたものの、早川の先見性は理解されなかった。東京の軟弱な地盤の地下に構造物を建設することについて、技術的・資金的に無理だと判断されたことや、事業として成り立つか不透明であったことが要因だった。やむを得ず私営での建設を決意し働きかけるも、同様に理解はほとんど得られなかったが、数少ない理解者に後藤新平や、大隈重信ら早稲田系の人脈、渋沢栄一がいる。
早川は東京市橋梁課の地層図を取得し、東京の軟弱な地盤は地表から210メートルから240メートル程度に過ぎず、その下には固い地層があることを確証する。また、早川は豆を使った交通量調査を行い、その結果から事業として十分成り立つことなどを説得材料に、苦労を重ね少しずつ賛同者を募り投資家や金融機関への粘り強い説得を行った。
1919年（大正8年）11月17日にはついに鉄道院から地下鉄道免許を「東京軽便地下鉄道」として取得し（この免許の条文に『東京市が地下鉄を買い取る時には、それを拒めない』という文言があった）、1920年（大正9年）8月29日に創立総会が紛糾する場面があったものの、東京地下鉄道株式会社を設立する。社長には工学博士の古市公威が就任し、取締役には根津も名を連ね、早川は常務取締役に就いた。1925年（大正14年）9月27日に浅草 - 上野の地下鉄工事を開始する。
1924年（大正13年）には野村龍太郎が二代社長となり、早川は専務取締役になっている。1923年（大正12年）に発生した関東大震災の影響も受け、建設工事も難工事の連続で何度も事故が起きたりするなど数々の困難を乗り越え、1927年（昭和2年）12月30日に浅草駅から上野駅まで開業させた。現在の東京メトロ銀座線の同区間である。
ようやく開通した浅草駅 - 上野駅間につづき、順次路線延長を進めていく。資金繰りが決して順調に行かない時でも安全を第一に考え、全鋼・難燃化車輌の導入、警戒色を示す車体色（オレンジ色）の採用、打子式ATSの導入を行い、さらに将来の輸送量増加に備え6両編成での運転に対応した設備を整えたり、社員の教育の充実など積極的に推進した。
一方で、小林一三率いる阪神急行電鉄を手本に駅の出入口にビルを建て、その中や地下鉄構内に店舗を配置して収入を増やしたり、定期券利用の通勤客向けに新聞の夕刊を駅入場時に受け取れるサービスを発案したり、デパートの直近にルートを取り、駅とデパートを直接出入りできるように建設する代わりにそのデパートから建設費用を出してもらうようにするなど、営業・経理面でも様々な方面で手腕を発揮した。
さらに郊外へ伸びる他の鉄道線への乗り入れも視野に入れたりする（新橋から現在の都営地下鉄浅草線のルートで品川へ至り、京浜電気鉄道への乗り入れをする考えを持っていた）など、随所に先見性の高さを見せていた。その後、1934年（昭和9年）に東京地下鉄道は新橋駅まで延伸した。
早川は職員教育・福利厚生にも力を入れ、1938年（昭和13年）4月には神奈川県逗子に研修施設「聖智寮」を開設する。聖智寮の設計は早川と同郷で甲府中学出身の建築家・内藤多仲が務めた。また早川は、野球大会などの福利厚生イベントには欠かさず顔を出し、社員と記念写真に納まった。早川は自著「社員讀本」において「凡（およ）そ如何（いか）なる世にも、仕事をするに大切なるものは人である」と述べ、社員を大切にする考えを持ち実践していた。
東京地下鉄道は1932年から根津嘉一郎が3代社長に就任し、1940年には早川自身が4代社長となる。

### 営団の設立と経営からの引退
しかし、1940年（昭和15年）12月に東急の総帥・五島慶太率いる東京高速鉄道（銀座線渋谷駅 - 新橋駅間建設）との間で経営権や駅の設計（五島は3両分のプラットホームを計画していたが、早川は乗客数増加を見込んで6両分のプラットホームを要求）、列車の直通運転に関する争いが勃発する。1939年（昭和14年）に五島は早川と同郷の友人である穴水熊雄から東京地下鉄道の株式35万株を譲渡される。
当時の鉄道省の思惑（地下鉄の国営化を目論んでいた）も絡み、東京地下鉄道と東京高速鉄道の和解の条件として早川の引退が含まれ、両社の事業は新設された帝都高速度交通営団（営団地下鉄）に譲渡されることが決まり、1940年には地下鉄事業を取り上げられる形で実業界から去ることとなった。なお、後任の5代社長には中島久萬吉が就任する。
その後、故郷の山梨へ帰郷する。早川は郷里における人材育成のため在職中から早川家の生家地内に「青年道場」を作る計画を立てていた。早川は帰郷すると「青年道場」の設立を本格化させ、設計は内藤多仲の紹介で高島司郎が担った。実際に道場の建設も進んでいたが、完成を見ることなく東京の自宅で死去した。満61歳没。墓所は多磨霊園。

### その後
銀座駅の日比谷線中2階の中央部に早川の胸像がある。同じ胸像が地下鉄博物館にもある。
早川徳次は自分の娘に「いつかきっと、東京中がクモの巣のように地下鉄で張り巡らされる日が来るだろう」と言っていたというが、その言葉は後に現実のものとなった。

## 帝都物語
荒俣宏の小説『帝都物語』には早川徳次が登場、「地下鉄の建設中、トンネルの中に鬼が出現する為、西村真琴が開発した學天則（ロボット）で駆除して欲しい」と申し出るというものである。ストーリー自体は架空のものであるが、路面電車の乗客流動調査の際に豆を使うという早川が実際に行ったエピソードも挿入されている。映画版では早川を宍戸錠が演じ、エンディングは開業した地下鉄を早川が案内するシーンとなっており、地下鉄博物館で撮影が行われた。